# Квирнхайм
Квирнхайм (нем. Quirnheim) — община в Германии, в земле Рейнланд-Пфальц. 
Входит в состав района Бад-Дюркхайм. Подчиняется управлению Грюнштадт-Ланд.  Население составляет 777 человек (на 31 декабря 2010 года). Занимает площадь 4,45 км².